# Herman de Coninck
Herman de Coninck (Malinas, 21 de febrero de 1944-Lisboa, 22 de mayo de 1997) escritor y traductor al neerlandés belga.
Estudió filología germánica en la KU Leuven (KUB) y trabajó para publicaciones como HUMO y  Nieuw Wereldtijdschrift. Estuvo casado con la escritora Kristien Hemmerechts y falleció de un ataque cardíaco en Portugal. 
Desde 2007, existe un premio en su honor.

## Obra

### Poesía
- 1969 – De lenige liefde
- 1975 – Zolang er sneeuw ligt
- 1980 – Met een klank van hobo
- 1984 – Onbegonnen werk: gedichten 1964-1982
- 1985 – De hectaren van het geheugen
- 1990 – Teruggevonden gedicht
- 1991 – Enkelvoud: gedichten
- 1994 – Schoolslag: gedichten
- 1997 – Vingerafdrukken: gedichten

### Ensayo
- 1983 – Over de troost van pessimisme: essays
- 1992 – De flaptekstlezer
- 1994 – Intimiteit onder de melkweg: over poëzie
- 1995 – De vliegende keeper: essays over poëzie